# Calyptothecium duplicatum
Calyptothecium duplicatum är en bladmossart som beskrevs av Brotherus 1906. Calyptothecium duplicatum ingår i släktet Calyptothecium och familjen Pterobryaceae. Inga underarter finns listade i Catalogue of Life.